# Алексеев, Никита Глебович
Ники́та Гле́бович Алексе́ев (9 августа 1932, Москва — 21 марта 2003, Москва) — российский психолог, доктор психологических наук, член-корреспондент РАО (c 1992 г.), лауреат Золотой медали РАО им. К. Д. Ушинского.

## Биография
Родился в семье писателя Г. В. Алексеева (репрессированного в 1938 году).
В 1951—1956 гг. учился в МГУ на философском и одновременно на механико-математическом факультете. Как сын репрессированного, получил справку, что прослушал полный курс наук по философии. Защитил диплом в МГПИ им. Ленина, затем поступил в аспирантуру к Н. Ф. Добрынину. Из-за расхождения взглядов с господствующими в отечественной психологии защитил кандидатскую диссертацию лишь в 1975 году.
Студентом второго курса познакомился с Г. П. Щедровицким (другом которого оставался всю жизнь) и другими членами Московского логического (впоследствии методологического) кружка. Активный участник семинаров кружка в 1950—1970-х годах, участник и организатор организационно-деятельностных игр в 1980—1990-х годах.
Работал учителем математики в московских школах, преподавал на кафедре общей психологии МГПИ . С 1967 года работал научным сотрудником в ИИЕТ. С 1975 года заведующий лабораторией во ВНИИТЭ. Организатор секции по рефлексии ВНИИТЭ. С 1991 года работал в Институте педагогических инноваций РАО.
В течение всей жизни и научной деятельности разрабатывал рефлексивный подход к социально-гуманитарной проблематике и проектированию социотехнических систем. Докторская диссертация «Проектирование условий развития рефлексивного мышления» (МПГУ, 2002).
Похоронен в Красногорске.

## Основные публикации
- Щедровицкий Г. П., Алексеев Н. Г., Костеловский В. А. Принцип «параллелизма формы и содержания мышления» и его значение для традиционных логических и психологических исследований // Доклады АПН РСФСР. 1960. № 2, 4; 1961, № 4, 5.
- Щедровицкий Г. П., Алексеев Н. Г. О возможных путях исследования мышления как деятельности // Доклады АПН РСФСР. 1957, № 3; 1958. № 1, 4; 1959. № 1, 4, 5; 1960. № 2, 4, 5, 6; 1961. № 4, 5; 1962. № 4, 5, 6.
- Алексеев Н. Г., Юдин Э. Г. Логико-психологический анализ научного творчества и проблемное обучение // Проблемы научного и технического творчества. М.: Наука, 1967.
- Алексеев Н. Г. Бихевиоризм. Воля. Доминанта. Гештальтпсихология. Мышление. Необихевиоризм. Понятие. Способности. Торндайк. Тесты (в психологии). Эксперимент (в психологии). // БСЭ. 3-е изд. М.: СЭ, 1968—1979.
- Алексеев Н. Г, Юдин Э. Г. О психологических методах изучения творчества. // Проблемы научного творчества в современной психологии. М., 1971.
- Алексеев Н. Г, Юдин Э. Г. Проблема системности исследования в психологии // Вопросы психологии. 1977. № 3.
- Алексеев Н. Г. Типологическая проблематика в изучении целостных образований // Системные исследования. Ежегодник. М.1977.
- Алексеев Н. Г., Юдин Б. Г. Эволюция проблематики искусственного интеллекта // Кибернетика. Перспективы развития. М.: Наука, 1981.
- Алексеев Н. Г., Семенов И. Н., Шеин А. Б. Развитие методологических исследований в эргономике // Техническая эстетика. 1983. № 3.
- Алексеев Н. Г., Злотник А. Б. Проблемы отбора перспективных юных шахматистов. М.1984.
- Алексеев Н. Г. Шахматы и развитие мышления // Шахматы: наука, опыт, мастерство. М.: Высшая школа, 1990.
- Алексеев Н. Г. Заметки к соотношению мыследеятельности и сознания // Вопросы методологии, 1991, № 1.
- Алексеев Н. Г., Зарецкий В. К., Семенов И. Н. и др. Методология рефлексии концептуальных схем деятельности поиска и принятия решений. Новосибирск. 1991.
- Алексеев Н. Г. (ред.). Использование ОДИ в системе педагогического образования. Пермь. 1992.
- Алексеев Н. Г. Стратегические разработки по использованию ОДИ в системе педагогического образования // Кентавр, 1992, № 3.
- Щедровицкий Г. П., Розин В. М., Алексеев Н. Г. и др. Педагогика и логика.- М. Касталь, 1993. — 415 с.
- Алексеев Н. Г., Семенов И. Н. Рефлексивно-методологический анализ проблематики философии образования // Инновационная деятельность в образовании. 1995. № 2.
- Алексеев Н. Г. Конструктивно-инновационный смысл методологии // Кентавр. 1996. № 2.
- Алексеев Н. Г. Культурное значение методологии // Вопросы методологии. 1997. № 3-4.
- Алексеев Н. Г. Философско-методологические проблемы педагогической теории // Вопросы методологии, 1997, № 3-4.
- Алексеев Н. Г., Семенов И. Н., Швырев В. С. Философия образования // Высшее образование в России, 1997, № 3.
- Алексеев Н. Г. Рефлексия и формирование способа решения задач. М. 2002.
- Алексеев Н. Г. Проектирование и рефлексивное мышление // Развитие личности. 2002, № 2.
- Алексеев Н. Г. Проектный подход к формированию рефлексивного мышления в образовании и управлении // Рефлексивно-организационные проблемы формирования мышления и личности в управлении и образовании / Под ред. И. Н. Семёнова, Т. Г. Болдиной. М.: ИРПТиГО, 2003. С. 50-64
- Алексеев Н. Г. Философские основания рефлексивного подхода // Рефлексивный подход к психологическому обеспечению образования. М.-Ярославль. 2004.
- Алексеев Н. Г. Проектный подход к формированию рефлексивного мышления в образовании и управлении // Рефлексивно-организационные проблемы формирования мышления и личности в образовании и управлении. М.: ИРПТиГО, 2003.
- Алексеев Н. Г. София (стихи). Проза. К понятию двор (культурологические заметки). Письма. Интервью // Встречи: (сборник). М.: АНО «АПОМ», 2005.
- Алексеев Н. Г. Рефлексия // Seminarium Hortus Humanitatis. Альманах № 10. Рига, 2007.